# Bru de Querfurt
Bru de Querfurt (cap a 970 – 14 de febrer de 1009), també conegut com a Brun o Bonifaci, va ser un bisbe i un missioner i màrtir cristià, que va ser decapitat prop de la frontera entre el Rus de Kiev i Lituània quan intentava difondre el cristianisme a Europa Oriental. És també anomenat el Segon Apòstol dels antics prussians.

## Biografia
Bruo era d'una família noble de Querfurt. Als sis anys va ser enviat a Magdeburg per a ser educat. Otó III, va fer de Bru part de la seva cort reial. A Roma, en ocasió de lacoronació imperial d'Otó, Bru es va trobar amb Adalbert de Praga, el primer apòstol dels prussians

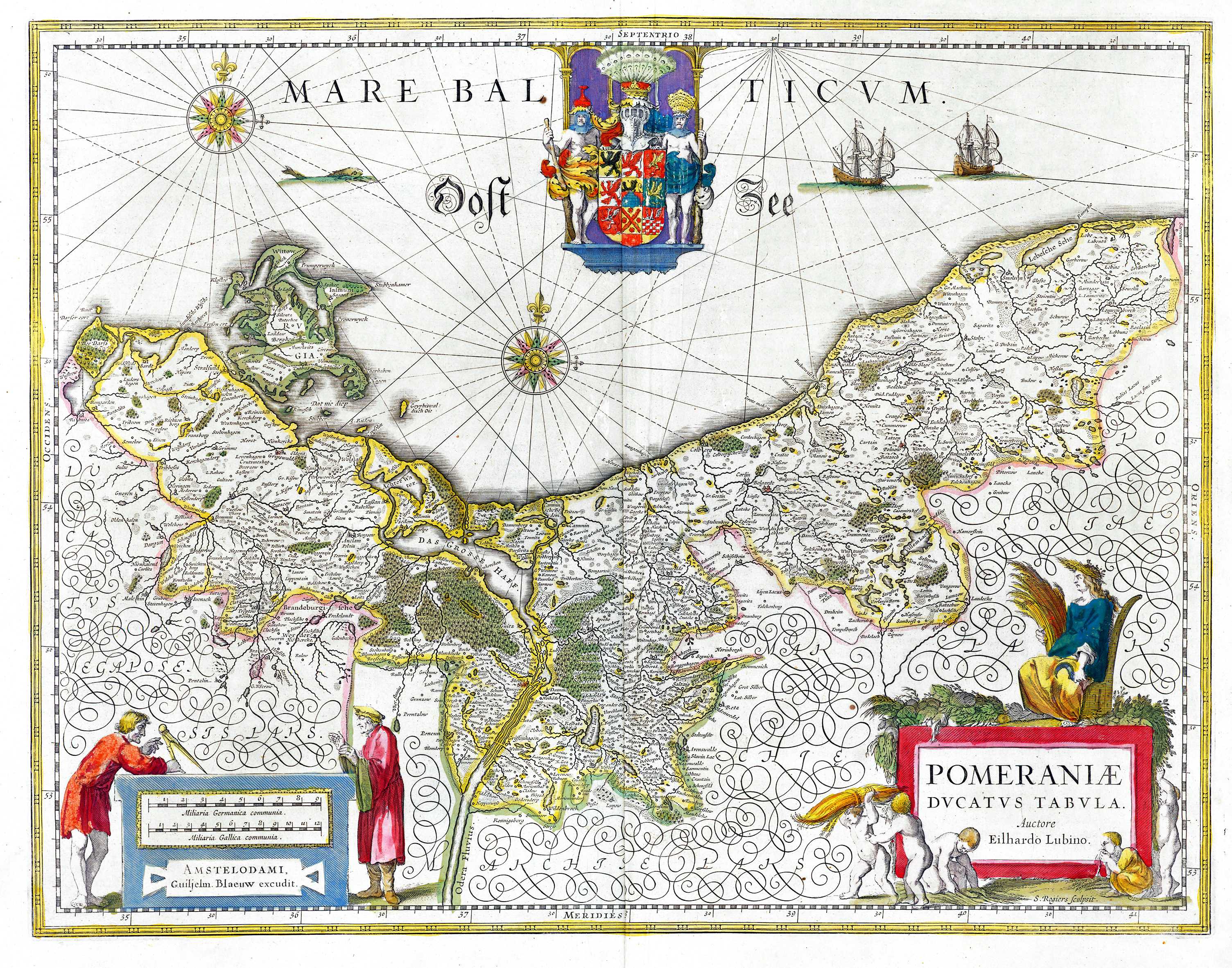
Terres de missió de Bru

L'any 1003 el papa Silvestre II nomenà Bru, de 33 anys, per una missió evangelitzadora entre els pobles pagans de l'Europa Oriental. Bru es va dirigir a Hongria. Bru va escriure el famós llibre "Vida de Sant Adalbert"
Després Bru anà a Kíev, on el gran duc Vladímir I de Kíev el va autoritzar a convertir al cristianisme un poble túrquic seminòmada, els Petxenegs.
Sembla que també va enviar emissaris per batejar el rei de Suècia, la mare del qual havia vingut a Polònias.
Sant Bru va ser decapitat el 14 de febrer de 1009, i la majoria dels seus companys van ser penjats per part de Zebedè, germà del recent converti Netimer. El duc Boleslau I de Polònia va fer portar els cossos a Polònia (se suposa que van ser enterrats a Przemyśl).
Poc després de la seva mort, Bru va ser canonitzats i ell i els seus companys són venerats com a màrtirs. Sembla que Braunsberg rep el nom en honor de Sant Bru.